# بريان ديفيز
بريان ديفيز (بالإنجليزية: Bryan Davies)‏ هو مغني أسترالي، ولد في 4 يوليو 1944.

## وصلات خارجية
- بريان ديفيز على موقع IMDb (الإنجليزية)